# FE-글꼴

FE-글꼴의 모든 글자와 숫자

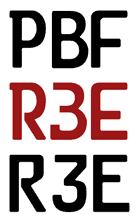
FE-글꼴의 글자를 변조하려는 시도의 예시. 첫째 줄의 "PBF"를 "R3E"로 변조하려 한 것이 둘째줄인데, 제대로 된 "R3E"는 셋째줄과 같기 때문에, 변조된 것을 알아챌 수 있다.

FE-글꼴(독일어: FE-Schrift 또는 독일어: Fälschungserschwerende Schrift)는 차량 번호판에 사용하기 위해 개발한 글꼴이다. 이 글꼴의 글자와 숫자는 너비가 일정한데, 변조를 어렵게 하고 기계가 정확하게 판독할 수 있도록 하기 위해 조금 비례에 어긋나도록 하기도 했다. 이 글꼴은 독일에서 개발되었고, 독일에서는 1995년 1월부터 DIN 1451 글꼴을 대신하여 차량 번호판에 이 글꼴을 적용하기 시작했고, 2000년 11월부터는 차량 번호판에는 의무적으로 이 글꼴을 쓰도록 하였다.
글꼴 명칭의 "FE"는 독일어 "fälschungserschwerend"의 줄임말이다. 이는 변조란 뜻의 명사 "Fälschung"과 방해한다는 뜻의 동사 "erschweren"의 합성어이다. 또한 "Schrift"는 글꼴이란 뜻의 독일어이다.
이 글꼴의 장점이 입증되면서, 차량 번호판에 DIN 1451 글꼴을 사용하던 국가들 중 일부도 이 글꼴을, 또는 이 글꼴에서 파생된 글꼴을 도입하였다.

## 개발
이 글꼴을 만든 동기는 1970년대 후반 적군파의 테러리즘 때문이었다. 당시에는 차량 번호판의 글꼴이 DIN 1451이었는데, 글자에 검은색 페인트나 테이프를 약간 붙이는 것으로 쉽게 변조할 수 있다는 점이 발견되었다. 예를 들어 "P"를 "R"이나 "B"로 변조하거나, "3"을 "8"로 변조하거나, "L"이나 "F"를 "E"로 변조하는 것이다. 그런데 FE-글꼴을 쓴 차량 번호판을 변조하려면 흰색 페인트도 사용해야 하고, 그렇게 변조한 것은 재귀반사로 인해 밤에도 멀리서 쉽게 알아볼 수 있다.

## 차량 번호판에 사용

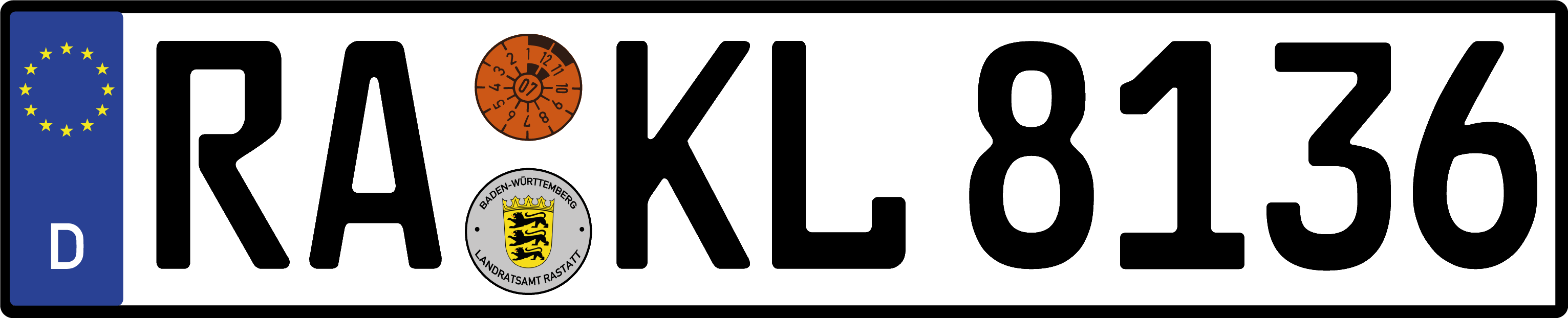
독일 (1994년부터)
키프로스 (2013년부터)
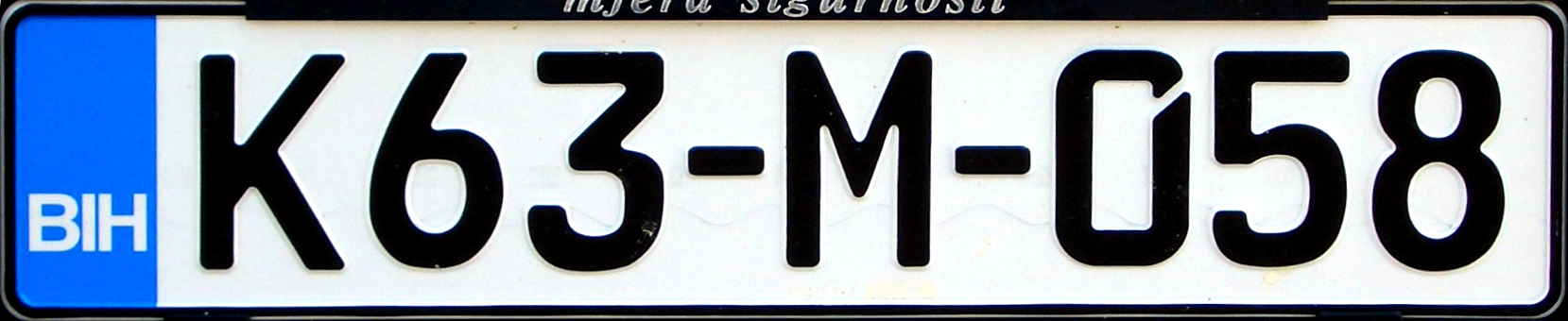
보스니아, 헤르체고비나
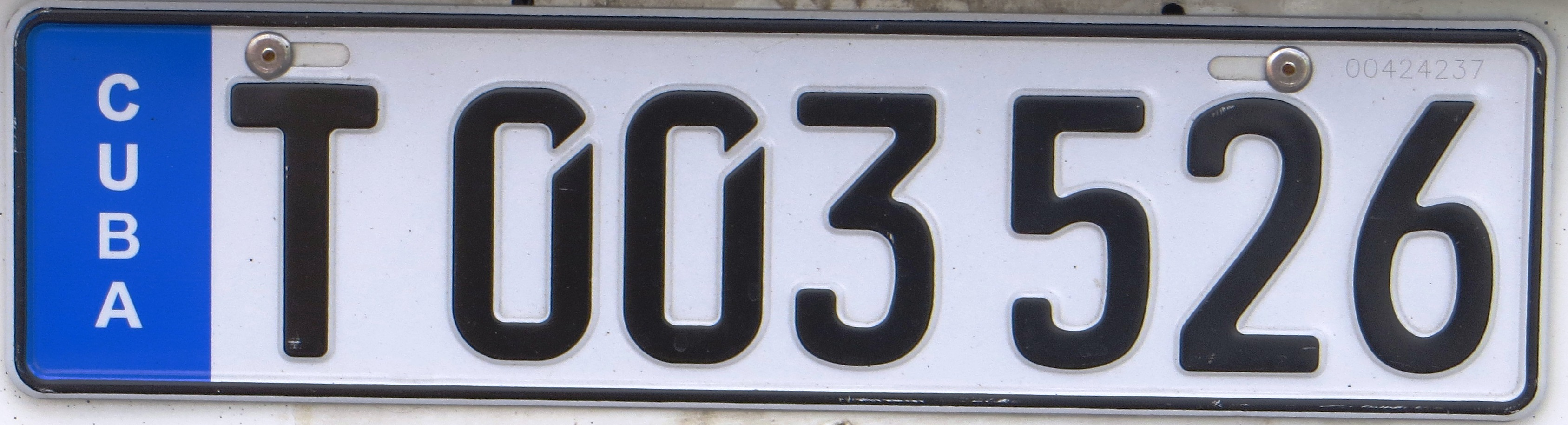
쿠바
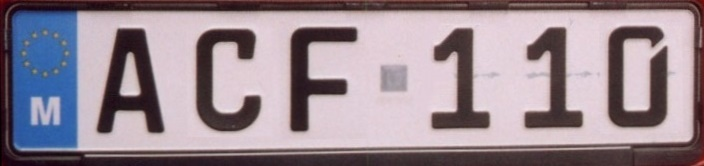
몰타
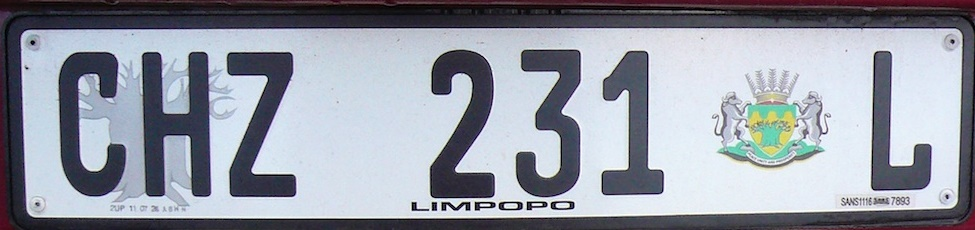
남아프리카 공화국
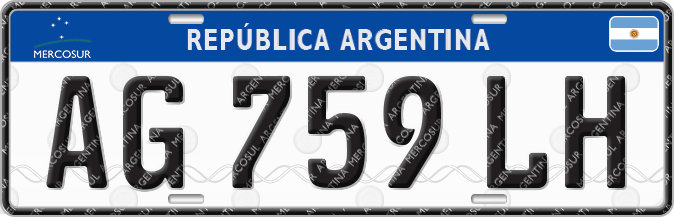
아르헨티나
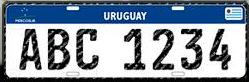
우루과이
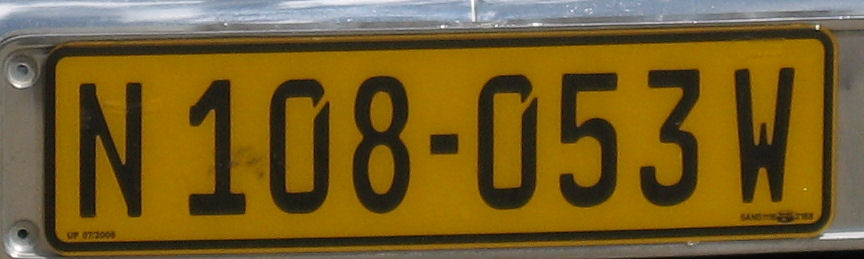
나미비아
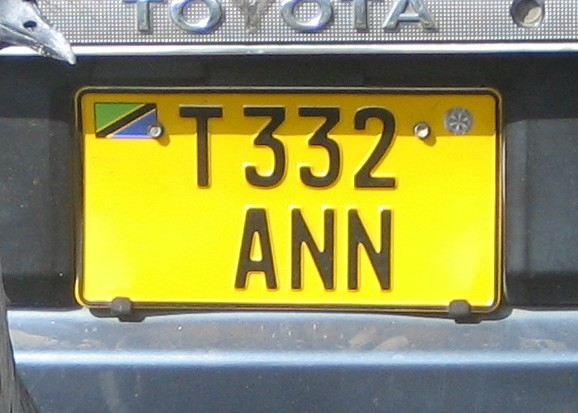
탄자니아
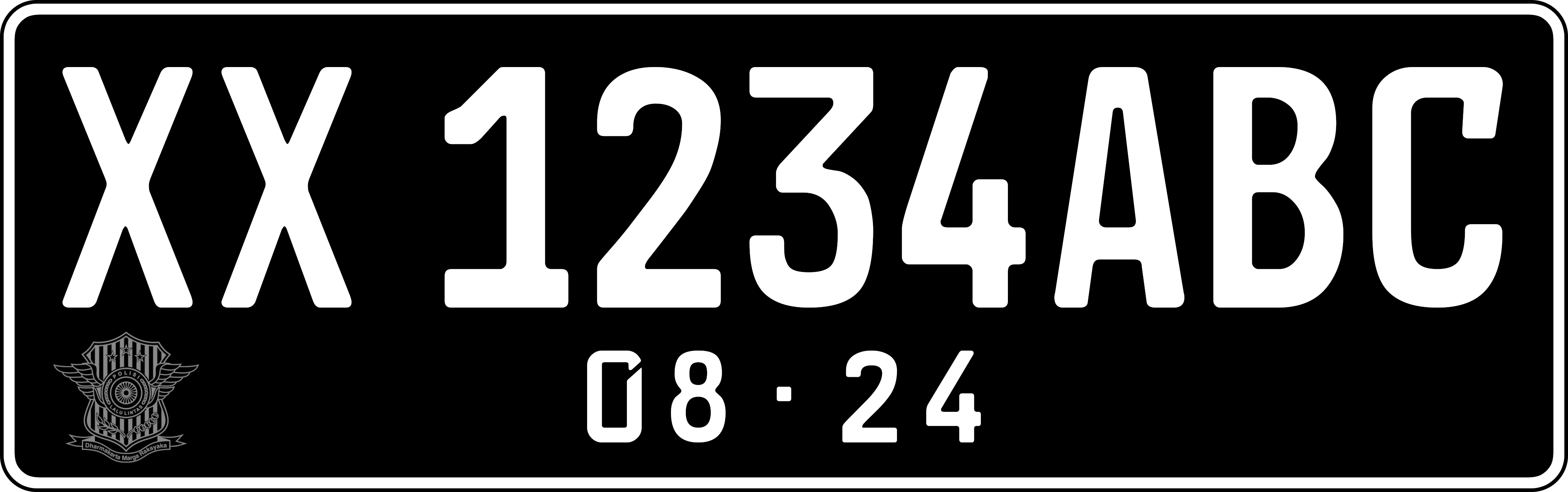
인도네시아 (2020년부터)